# El señor Bliss
El señor Bliss es un libro infantil ilustrado de J. R. R. Tolkien, que fue publicado póstumamente en el año 1982. El libro contiene ilustraciones del propio autor. Tolkien concibió la historia para contársela a sus hijos, y no salió a la venta hasta después de su muerte. La historia no tiene complejidad y Tolkien utiliza un lenguaje muy sencillo, puesto que se trata de un cuento infantil: en el libro aparecen extraños personajes como un hombre con una carretilla de coles, otra mujer con un carro lleno de plátanos, tres osos que aparecen en todo el relato (basados en muñecos de sus hijos), sus amigos los Dorkins...
El original lo adquirió la Marquette University de Milwaukee por 1.250 libras.

## Personajes principales
| Nombre        | Raza                      | Resumen |
| ------------- | ------------------------- | --- |
| Señor Bliss   | Hombre                    | Protagonista del cuento. Un hombre que vive solo y se carazteriza por sus altos sombreros y el jirafanejo que tiene en el jardín. Un día decide a la ligera comprar un vehículo, y ahí empiezan sus problemas.                                                       |
|               |                           | |
| Jirafanejo    | Mezcla de jirafa y conejo | Vive en el jardín del señor Bliss. Es casi ciego por sus costumbres nocturnas y un mal consejero meteorológico. Al faltarle el alimento decide comerse parte de la casa y el mobiliario.                                                                             |
|               |                           | |
| Señor Day     | Hombre                    | Vecino del pueblo que es atropellado por el señor Bliss cuando llevaba una carreta de coles. Se ve arrastrado a sus aventuras. |
|               |                           | |
| Señora Knight | Mujer                     | Vecina del pueblo que también es atropellada por el señor Bliss cuando llevaba un carro de plátanos. Aunque en un primer momento solo sigue al señor Bliss, posteriormente es ella la que impulsa a sus compañeros para recuperar sus plátanos de manos de los osos. |
|               |                           | |

## Sinopsis
El señor Bliss, protagonista del cuento, es un hombre que vive solo en una casa alta, y destaca por usar grandes sombreros y por tener un «jirafanejo» (mezcla de jirafa y conejo) en el jardín. Un día toma a la ligera la decisión de comprar un coche, con el que vivirá una serie de extrañas aventuras en su primer viaje.
Como al salir a comprar el vehículo olvidó la cartera, le dejó al señor Binks su bicicleta en prenda. Sus problemas empezaron cuando, al girar una esquina, atropelló al señor Day, que empujaba su carreta llena de coles. En la esquina siguiente también atropelló a la señora Knight y su carro lleno de plátanos.